# Chantal Colleu-Dumond
Chantal Colleu-Dumond, née en octobre 1953,  est une agrégée de lettres, une responsable culturelle française et la directrice du domaine de Chaumont-sur-Loire.

## Biographie
Agrégée de lettres classiques, Chantal Colleu-Dumond est brièvement professeure dans un lycée de province. Mais son parcours bifurque et elle choisit de devenir responsable de centres culturels français, à l’étranger et en France. Elle devient ainsi successivement directrice, de septembre 1982 à septembre 1984, du Centre culturel français de Essen en Allemagne, attachée culturelle à Bonn de septembre 1984 à août 1988, conseiller culturel et scientifique à Bucarest de septembre 1988 à août 1991. De retour en France, elle dirige le service des Affaires internationales du ministère de la Culture jusqu’en août 1995, avant de prendre le poste de conseiller culturel à Rome jusqu’en août 1999. Passionnée par le patrimoine, elle dirige le centre culturel de l'abbaye Notre-Dame de Fontevraud de septembre 1999 à août 2003. Puis elle repart pour des responsabilités culturelles à l’étranger avec la direction de l’Institut français à Berlin. Elle revient ensuite à nouveau en France pour devenir la directrice du domaine de Chaumont-sur-Loire à partir de 2007,.
À ce titre, elle dirige aussi le festival international des jardins de Chaumont-sur-Loire,,. En 2019, le domaine de Chaumont-sur-Loire s’est vu attribuer, sous sa direction, le prix spécial de la Fondation Schloss Dyck dans le cadre des distinctions annuelles décernées par le Réseau européen du patrimoine des jardins (European Garden Heritage Network ou EGHN). En 2020, avec son équipe et les créateurs de jardins concernés, elle réussit à maintenir  la préparation puis l'ouverture de l'édition annuelle du festival international de jardins, malgré la pandémie de Covid-19.

## Ouvrages
- avec Gérard Rondeau, L'Abbaye de Fontevraud, Robert Laffont, 2001.
- avec Éric Sander, Chaumont au fil des saisons, Gourcuff Gradenigo, 2010.
- Jardin contemporain, mode d'emploi, Flammarion, 2012.
- avec Éric Sander, Jardins pérennes et parc du domaine de Chaumont-sur-Loire, Ulmer, 2014.
- avec Éric Sander, Art et nature à Chaumont-sur-Loire, Flammarion, 2017.
- avec Éric Sander, Chaumont-sur-Loire - Art et jardins dans un joyau de la Renaissance, Flammarion, 2019.
- Jardin contemporain : Le guide, Flammarion, 2019.